# グスタフ・ランゲ
グスタフ・ランゲ（Gustav Lange、1830年8月13日 - 1889年7月20日）は、ドイツの作曲家、ピアニスト。

## 人物・来歴
1830年、プロイセン王国ザクセン州エアフルト近郊のシュヴェルシュテット生まれ。
アウグスト・ヴィルヘルム・バッハ、エドゥアルト・グレル（1800 - 1886）、アルベルト・レシュホルンに師事。ベルリンを中心に演奏及び作曲活動をした。
作品番号にして493の楽曲があり、多くはピアノ独奏のためのサロン小品である。作風は大変ロマン的で、優雅で、軽快なものが多い。一時期には一般ピアノ愛好家たちの間で広くもてはやされ、ヨーロッパを中心に広く流行した。その中でも《エーデルワイス Edelweiß》 作品31、《花の歌 Blumenlied》 作品39、《荒野のバラ Heidenröslein》作品78などが広く知られるが、特に《花の歌》 は日本でも人気が高い。
1889年、ヴェルニゲローデにて死去。58歳没。

## 主要作品
- エーデルワイス Edelweiß 作品31
- 花の歌 Blumenlied 作品39
- 荒野のバラ Heidenröslein 作品78